# Liste der Baudenkmäler in Holzkirchen (Unterfranken)
Auf dieser Seite sind die Baudenkmäler in der unterfränkischen Gemeinde Holzkirchen zusammengestellt. Diese Tabelle ist eine Teilliste der Liste der Baudenkmäler in Bayern. Grundlage ist die Bayerische Denkmalliste, die auf Basis des Bayerischen Denkmalschutzgesetzes vom 1. Oktober 1973 erstmals erstellt wurde und seither durch das Bayerische Landesamt für Denkmalpflege geführt wird. Die folgenden Angaben ersetzen nicht die rechtsverbindliche Auskunft der Denkmalschutzbehörde.
 Diese Liste gibt den Fortschreibungsstand vom 15. April 2020 wieder und enthält 20 Baudenkmäler.

## Ensembles

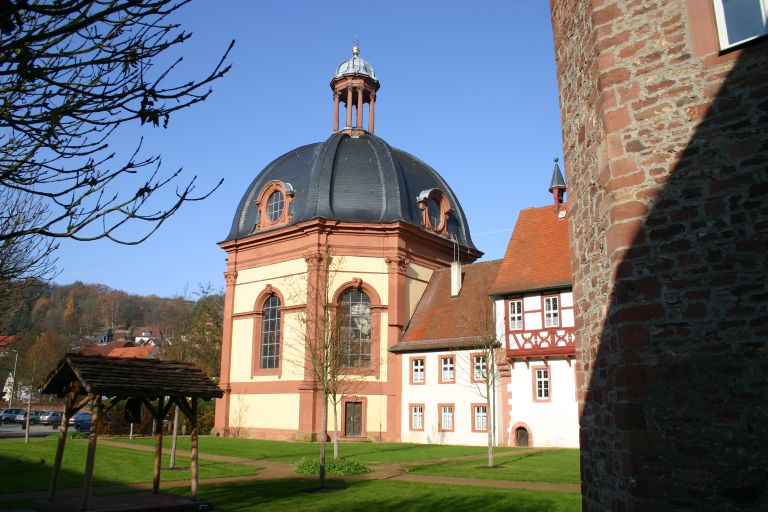
Klosteranlage Holzkirchen
weitere Bilder

### Ensemble Kloster Holzkirchen
Der Bezirk der 775 gegründeten, ehemaligen Benediktinerpropstei ist auf drei Seiten von Mauern umschlossen; nach Norden bildet der Aalbach die Grenze, an dessen unmittelbarem Rand Kirche und Prälatenbau stehen. Das Ensemble umfasst neben diesem Bezirk zusätzlich jenseits des Aalbachs die Klostermühle (Klosterstraße 1). Das Kloster selbst (Klosterstraße 2/6/8) bildet eine nach Westen offene, aus Teilen verschiedener Zeit zusammengesetzte Dreiflügelanlage mit dem oktogonalen Kirchenbau Balthasar Neumanns an der Nordwestecke; nach Osten ist dem Kloster ein Wirtschaftshof vorgelagert (Klosterstraße 12).Umgrenzung: südliche Klostermauer, östliche Klostermauer bis zum Aalbach, Aalbach nach Westen, östliche Grundstücksgrenze von Klosterstraße 77, Nibelungenstraße, westliche Grundstücksgrenze von Klosterstraße 77, Aalbach nach Westen, Aelbachbrücke, westliche Klostermauer. Aktennummer: E-6-79-149-1.

## Baudenkmäler nach Ortsteilen

### Holzkirchen
| Lage                                                      | Objekt                                 | Beschreibung | Akten-Nr.              | Bild                                  |
| --------------------------------------------------------- | -------------------------------------- | --- | ---------------------- | ------------------------------------- |
| Balthasar-Neumann-Straße 2, 4, Klosterstraße 6 (Standort) | Ehemalige Benediktinerpropstei         | Nach Westen offene Dreiflügelanlage. Nordflügel: - Balthasar-Neumann-Straße 2, ehemalige Klosterkirche St. Sixtus, Oktogon mit (1988 rekonstruierter) Kuppel und Laterne, 1728–30 von Balthasar Neumann - Balthasar-Neumann-Straße 2, Verbindungsbau (Sakristeibau), zweigeschossiger Satteldachbau, bezeichnet 1796 - Balthasar-Neumann-Straße 4, Prälatenbau, Satteldachbau mit vorkragendem Fachwerkobergeschoss und oktogonalem Ecktürmchen, bezeichnet 1511 und 1592 Ostflügel: - Klosterstraße 6, Konventbau, zweigeschossiger Massivbau mit Volutengiebel, 1679–81 Südflügel: - Klosterstraße 6, Untergeschoss des 12. Jahrhunderts mit Fragment des ehemaligen Kreuzgangs, darüber wohl 17. Jahrhundert, Satteldach | D-6-79-149-4           | weitere Bilder                        |
| Balthasar-Neumann-Straße, Marktplatz (Standort)           | Immaculata-Figur                       | Sandstein, flankiert von zwei Engelfiguren, 18. Jahrhundert | D-6-79-149-7 Wikidata  | weitere Bilder                        |
| Kirchenweg 6 (Standort)                                   | Katholische Pfarrkirche Sankt Michael  | Saalbau mit Pilastergliederung, eingezogenem Chor und Dachreiter, Sakristeianbau, 1707ff. von F. Anton Payer unter Mitwirkung von Joseph Greissing, mit Ausstattung | D-6-79-149-16 Wikidata | Katholische Pfarrkirche Sankt Michael |
| Kirchenweg 6, Nähe Kirchenweg (Standort)                  | Friedhof                               | Friedhofskreuz, Sandstein, 19. Jahrhundert | D-6-79-149-17 Wikidata | BW                                    |
| Klosterstraße 1 a (Standort)                              | Ehemals Klostermühle                   | zweigeschossiger Bruchsteinbau mit gefugten Ecklisenen und Walmdach, Barockwappen, um 1730 | D-6-79-149-3 Wikidata  | weitere Bilder                        |
| Klosterstraße 4 (Standort)                                | Türrahmung                             | Sandstein, bezeichnet 1778 | D-6-79-149-1 Wikidata  | BW                                    |
| Klosterstraße 8 (Standort)                                | Ehemaliges Forsthaus                   | eingeschossiger Satteldachbau über hohem Kellersockel, mit Sandstein-Freitreppe, 1. Hälfte 17. Jahrhundert | D-6-79-149-5 Wikidata  | BW                                    |
| Klosterstraße 10 (Standort)                               | Ehemaliger Wirtschaftshof des Klosters | zweigeschossiger Wohn- und Wirtschaftstrakt aus Bruchstein über Hakengrundriss, Walmdach, 1. Hälfte 19. Jahrhundert | D-6-79-149-6 Wikidata  | BW                                    |
| Klosterstraße, Mühlbach (Standort)                        | Brücke über den Aalbach                | | D-6-79-149-2 Wikidata  | weitere Bilder                        |
| Klosterstraße, Mühlbach (Standort)                        | Nepomuk-Figur                          | Sandstein, bezeichnet 1746 | D-6-79-149-2 Wikidata  | weitere Bilder                        |
| Marktplatz (Standort)                                     | Prozessionsaltar                       | Sandstein, bezeichnet 1744 | D-6-79-149-8 Wikidata  | weitere Bilder                        |
| Nähe Remlinger Straße (Standort)                          | Bildstock                              | Sandstein, abgefaster Pfeiler und Aufsatz mit Bildnische und Kreuz, bezeichnet 1719, Ecke Nibelungenstraße | D-6-79-149-15 Wikidata | weitere Bilder                        |
| Nibelungenstraße 1 (Standort)                             | Ehemalige Schule                       | jetzt Rathaus, zweigeschossiger, traufständiger Satteldachbau aus Rotsandsteinquadern, 2. Hälfte 19. Jahrhundert | D-6-79-149-9 Wikidata  | weitere Bilder                        |
| Nibelungenstraße 2 (Standort)                             | Bildnische                             | Sandstein, mit Rundbogenabschluss und Kreuz, bezeichnet 1755, Ecke Nibelungenstraße | D-6-79-149-14 Wikidata | weitere Bilder                        |
| Nibelungenstraße 2 (Standort)                             | Pfarrhaus                              | zweigeschossiger, giebelständiger Satteldachbau aus Rotsandsteinquadern, mit Treppengiebel, um 1870 | D-6-79-149-10 Wikidata | weitere Bilder                        |
| Nibelungenstraße 4 (Standort)                             | Ehemaliger Gasthof Engel               | Giebelständiger Satteldachbau, Obergeschoss und Giebel Fachwerk, im Kern 1661 (d), nördlicher Anbau 1690 (d) | D-6-79-149-11 Wikidata | weitere Bilder                        |
| Nibelungenstraße 4 (Standort)                             | Westliche Erweiterung                  | Sandstein und Fachwerk, mit Satteldach und Pultdach, 1841 (d) | D-6-79-149-11 Wikidata | weitere Bilder                        |
| Nibelungenstraße 6 (Standort)                             | Bildstock                              | Sandstein, Säule mit Bildnische am Fuß und Aufsatz mit Kreuzigungsrelief und Kreuz, bezeichnet 1739 | D-6-79-149-12 Wikidata | weitere Bilder                        |
| Remlinger Straße (Standort)                               | Verkehrsschild                         | (Einhemmstelle) | D-6-79-149-13 Wikidata | weitere Bilder                        |

### Wüstenzell
| Lage                    | Objekt                                       | Beschreibung                                                                                          | Akten-Nr.              | Bild           |
| ----------------------- | -------------------------------------------- | --- | ---------------------- | -------------- |
| Bergstraße 4 (Standort) | Katholische Kirche Sankt Johannes der Täufer | Saalbau mit eingezogenem Chor und Sakristeianbau, Satteldach mit Dachreiter, 1689–90, mit Ausstattung | D-6-79-149-18 Wikidata | weitere Bilder |
| Bergstraße 4 (Standort) | Friedhofskreuz                               | Sandstein, bezeichnet 1866, Kreuz, Gusseisen, 19. Jahrhundert                                         | D-6-79-149-19 Wikidata | weitere Bilder |